# オロルク環礁
オロルク環礁（オロルクかんしょう、英語: Oroluk Atoll）は太平洋北西部、カロリン諸島の環礁。ミクロネシア連邦のポンペイ州に属している。

## 地理
オロルク環礁は北西から南東に延びており、長さは32 km、幅は平均20 km程である。環礁の総面積は420 km2ほどと考えられている。ポンペイ島から西に300 km程の位置に存在する。
25を超える小島と砂州があり、多くは環礁の東部に存在し、近年は[台風]などによって流出するなど侵食が大きくなっている。現在では環礁の北西端に位置するオロルク島一島を残すのみとなっている。オロルク環礁はナモルク環礁やモートロック諸島からの探検者によって発見され、名づけられたと考えられている。

## 自治体
オロルク自治体はオロルク環礁だけでなくミント環礁をふくみ、ポンペイ州の12の自治体の一つとなっている。
住民は9人のみであり、ポンペイ環礁、コロニアのカピンガマランギ村の第4地域から再定住した人々で、バナナやタロイモの農園を運営している。補給船は通常3ヶ月に1度の頻度で呼び出されている。この島は毎日0600Z時から15分間、7876.5の周波数で抑圧搬送波単側波帯を使った通信が可能である。

## 歴史
1565年にパターチェSan Lucas号に搭乗していたアロンソ・デ・アレリャーノが、欧米人として初めて発見し、Mira Cómo Vasとして記している。1883年4月7日、フェリペ・トンプソン（Felipe Tompson）が訪れ、その恐ろしい様相からひどい浅瀬を意味するBajo Tristeと記している。トンプソンはオロルク島をサン・アウグスティヌス（San Agustín）として記している。

## 註
1. ↑  Sharp, Andrew The discovery of the Pacific   Islands Oxford, 1960, p.36.
2. ↑  Espinosa y Tello, Josef Memorias sobre las observaciones astronomicas hechas por los navegantes españoles en distintos lugares del globo t.II, Madrid, 1809, p.17.